# Frédéric Bazille
Frédéric Bazille oder auch Jean-Frédéric Bazille (* 6. Dezember 1841 in Montpellier; † 28. November 1870 bei Beaune-la-Rolande) war ein französischer Maler und gilt als einer der ersten Impressionisten. Bekannt ist er für seine en-plein-air-Landschaften und für Porträts.

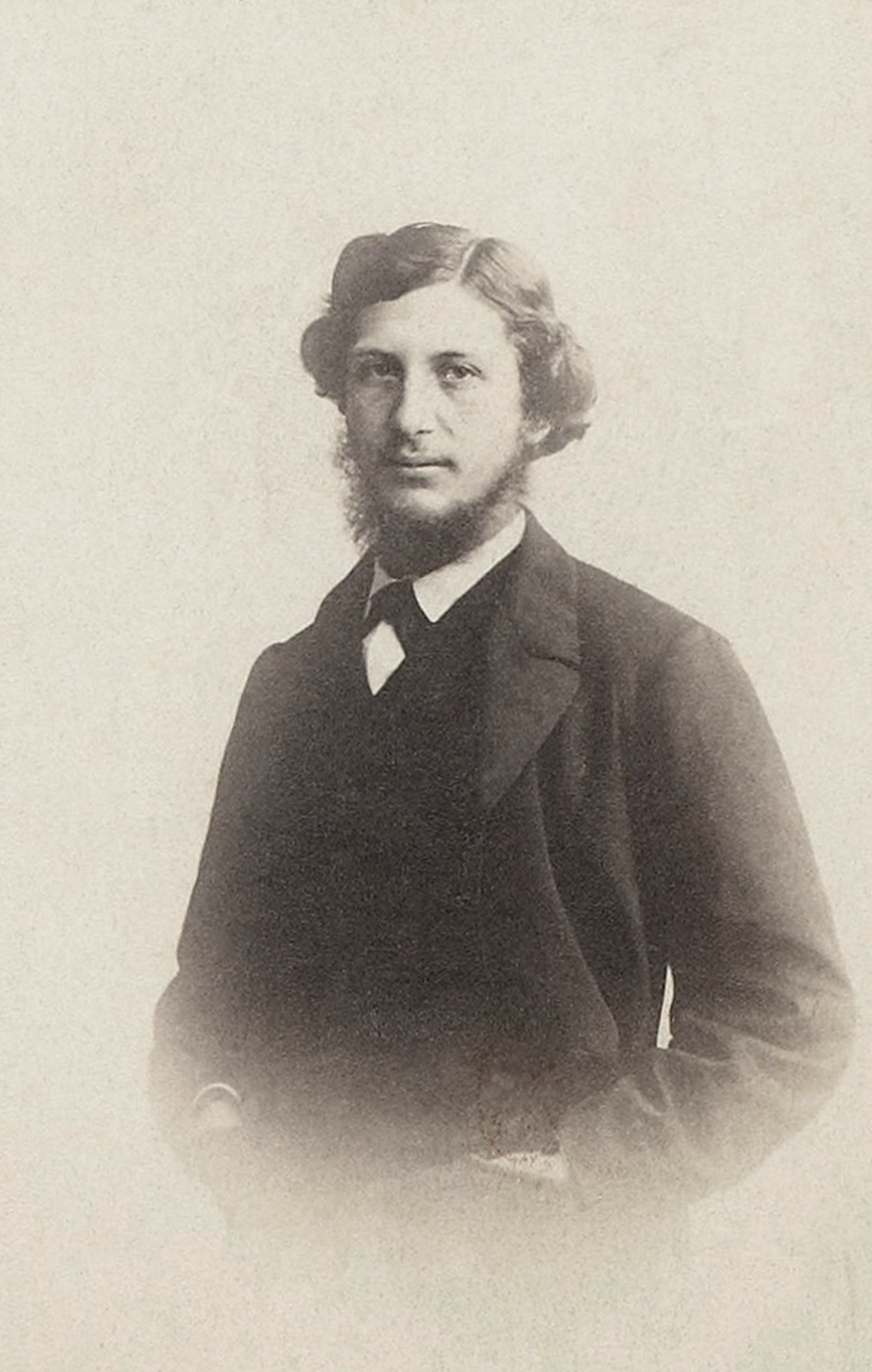
Frédéric Bazille, 1867

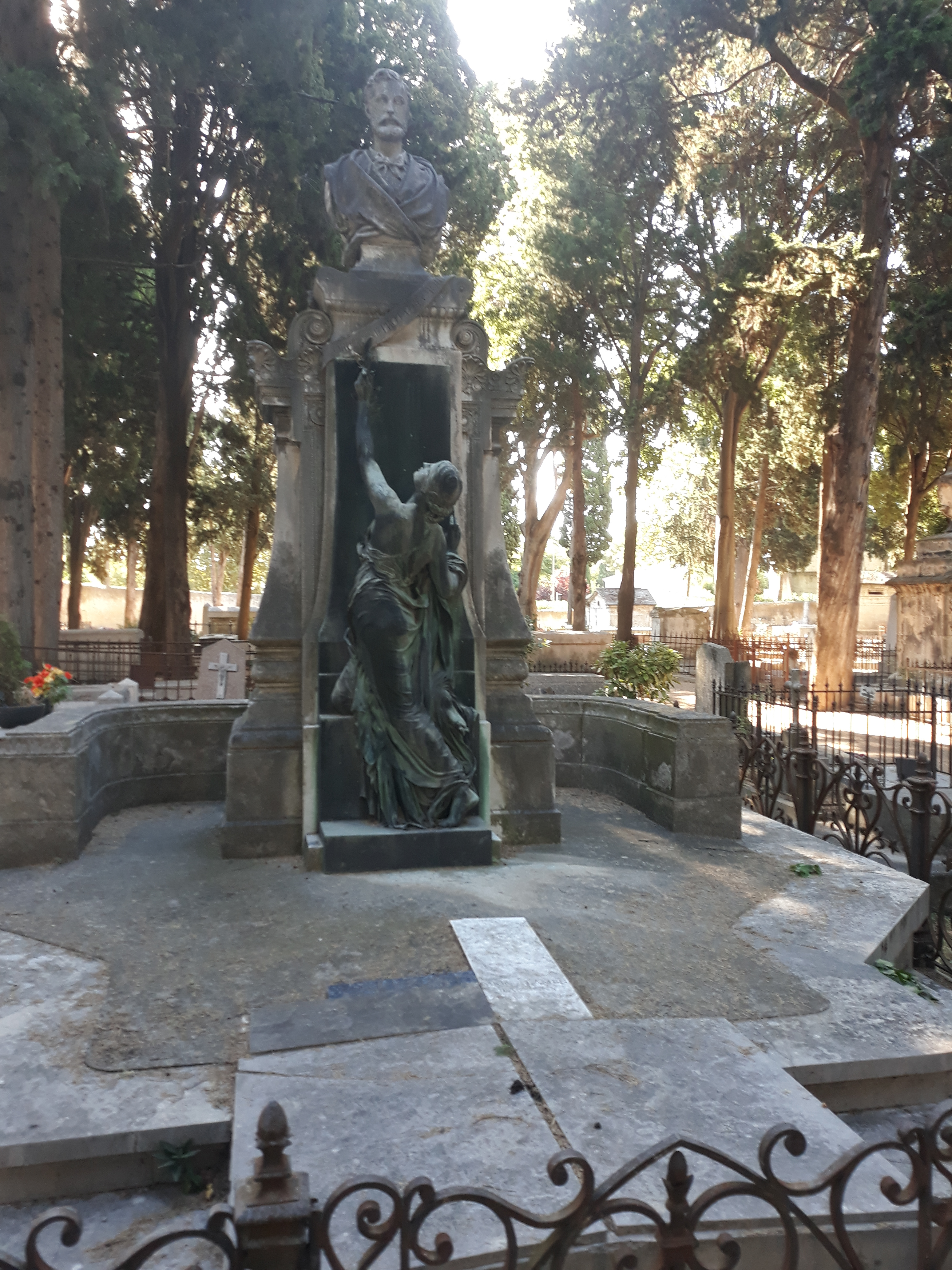
Das Grab von Frédérich Bazille auf dem Cimetière protestant de Montpellier. (2020)

## Leben
Frédéric Bazille stammte aus einer wohlhabenden protestantischen Familie. Durch den Sammler Alfred Bruyas lernte er die Bilder von Eugène Delacroix und Gustave Courbet kennen. Auf Wunsch seines Vaters studierte er 1860 zunächst Medizin. 1862 kam er nach Paris und begann zu malen. Seine aktive Zeit war auf die acht Jahre von 1862 bis zu seinem Tod begrenzt.
In der Hauptstadt studierte er bei Charles Gleyre und lernte Pierre-Auguste Renoir kennen, mit dem er sich ein Atelier teilte. Auch Claude Monet und Alfred Sisley begegnete er und arbeitete mit ihnen zusammen. Bei Ausflügen nach Fontainebleau und nach Honfleur in der Normandie malten und zeichneten sie oft im Freien. Für Monets Le Déjeuner sur l’herbe stand Bazille Modell. Auch auf dem Gruppenporträt befreundeter Maler Un atelier aux Batignolles von Henri Fantin-Latour ist Bazille zu sehen. Aus dem Vermögen seiner Familie unterstützte Frédéric Bazille die befreundeten Künstler auch finanziell.
1866 konnte er das erste Mal im Pariser Salon ausstellen, 1867 wurden seine Bilder zurückgewiesen; 1868 konnte er erneut ein Werk platzieren. Insgesamt konnte er fünf der etwa 60 Gemälde, die er schuf, öffentlich zeigen. Verkauft hat er kein einziges.
Bazille war Musikliebhaber und besuchte Konzerte mit Werken von Hector Berlioz, Richard Wagner, Ludwig van Beethoven und Robert Schumann.
Er meldete sich freiwillig ins Feld und diente seit August 1870 in einer Zuaveneinheit im Deutsch-Französischen Krieg 1870/71. Er fiel in der Schlacht bei Beaune-la-Rolande.
Als eines seiner bekanntesten Werke gilt allgemein Das Familientreffen von 1867, ausgestellt im Musée d’Orsay in Paris. Weitere Bilder befinden sich im Besitz des Musée Fabre in Montpellier, im Louvre, im Art Institute of Chicago und in zahlreichen weiteren Museen der Vereinigten Staaten.
Auf dem Kunstmarkt wurden 2004 bis zu 5,3 Millionen US-Dollar für seine Ölgemälde bezahlt.

## Ausstellungen
- 1978: Frédéric Bazille and Early impressionism. Art Institute of Chicago.
- 1992: Frédéric Bazille et ses amis impressionnistes, Musée Fabre, Montpellier.
- 2003/2004: Frédéric Bazille, Musée Marmottan Monet, Paris.
- 2016/2017: Frédéric Bazille. La Jeunesse de l’Impressionisme, Musée Fabre, Montpellier, anschließend im Musée d’Orsay, Paris.

## Werke

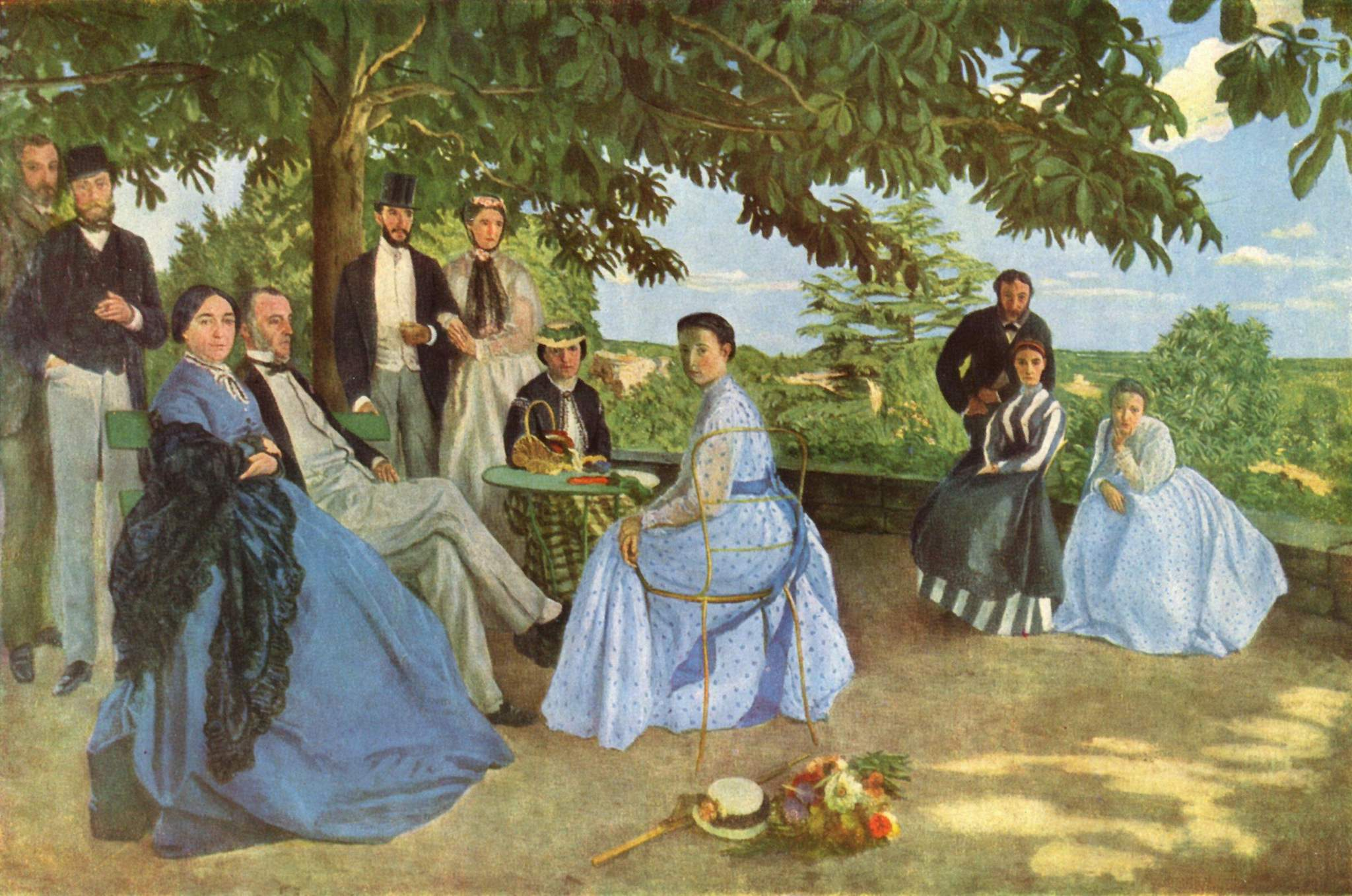
Das Familientreffen (1867)
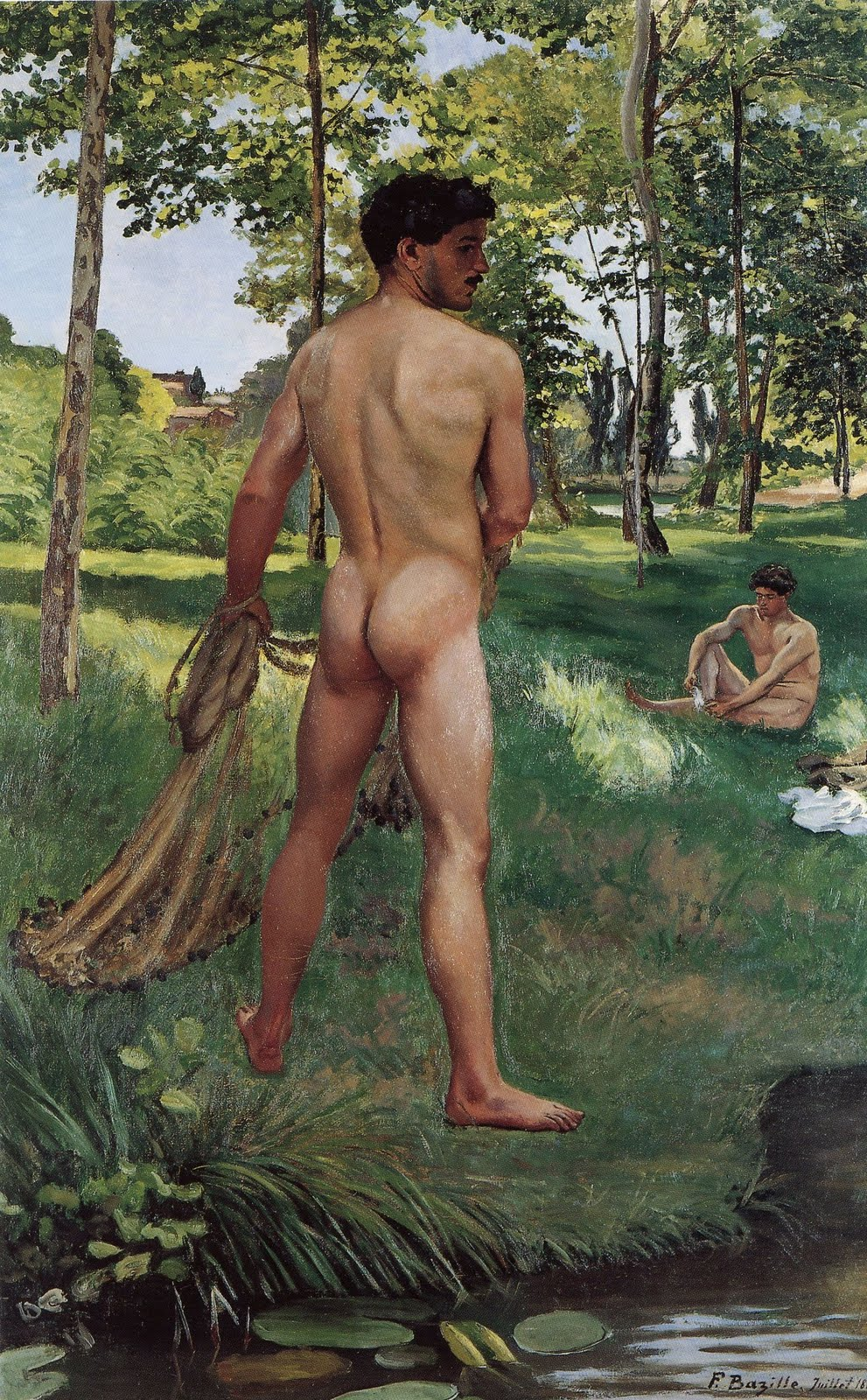
Fischer mit Netz (1868)
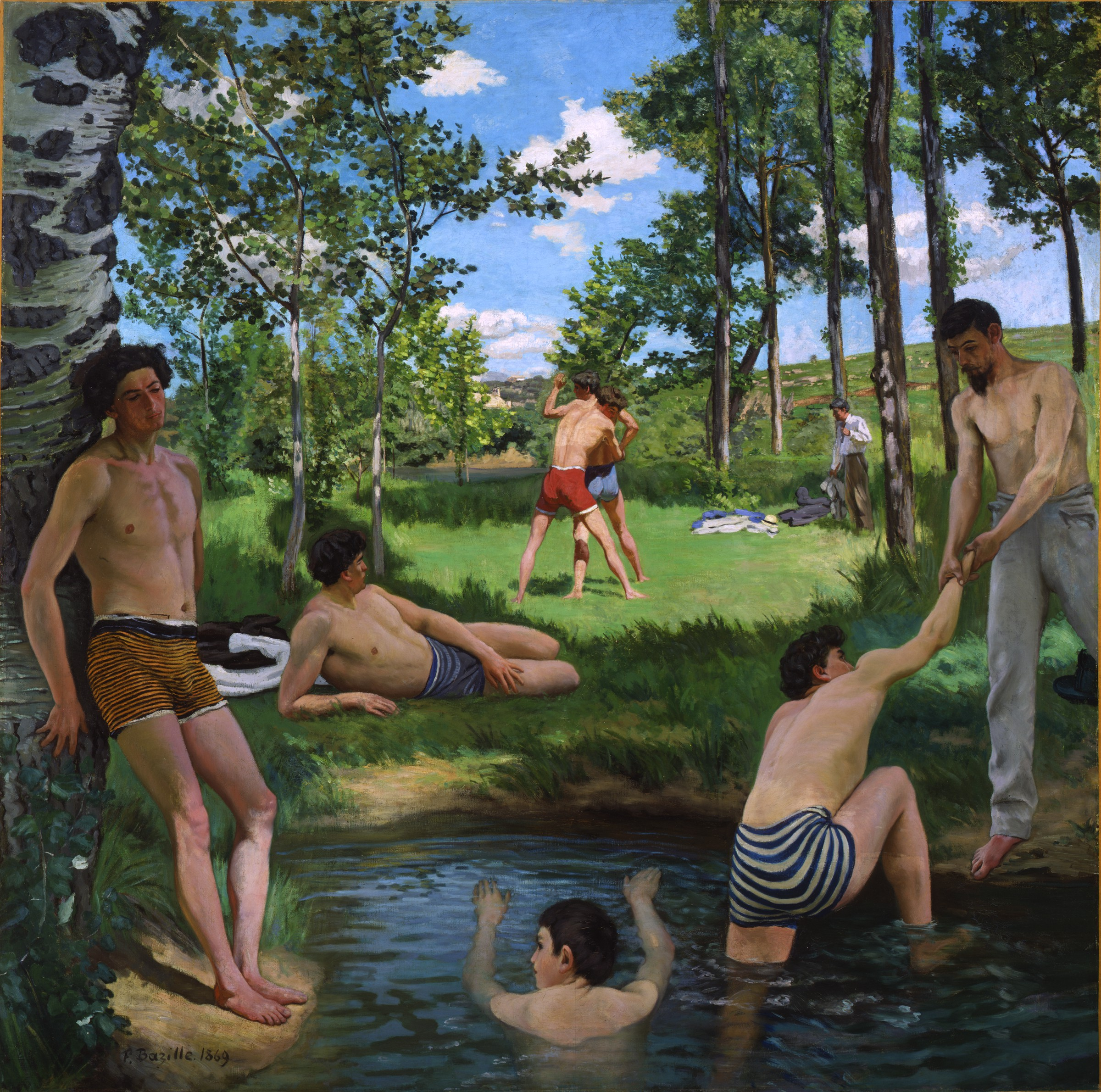
Sommerszene (1869)
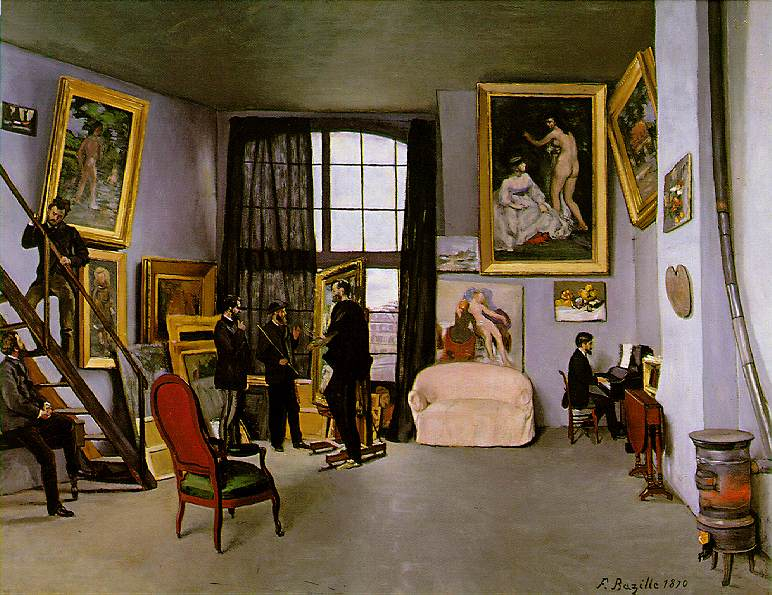
Bazilles Atelier in der Rue La Condamine (1870), Musée d’Orsay